# بيتر جيبس
بيتر جيبس (17 أغسطس 1944 في المملكة المتحدة - ) (بالإنجليزية: Peter Gibbs)‏ هو كاتب سيناريو ولاعب كريكت بريطاني. لعب مع نادي مقاطعة ديربيشاير للكريكت ‏ ونادي الكريكت في جامعة أكسفورد ‏.

## وصلات خارجية
- بيتر جيبس على موقع IMDb (الإنجليزية)
- بيتر جيبس على موقع قاعدة بيانات الفيلم (الإنجليزية)

- بيتر جيبس على موقع إي آس بي آن كريك إنفو (الإنجليزية)